# Küß’ mich noch einmal
Küss mich noch einmal ist eine US-amerikanische Stummfilm-Liebeskomödie aus dem Jahre 1925 von Ernst Lubitsch.

## Handlung
Paris, in den 1920er Jahren. Gaston und Loulou Fleury sind miteinander verheiratet und leben ein solides Eheleben scheinbar ohne Höhen und Tiefen. Eines Tages verliebt sich seine stets ein wenig flatterhaft und unzufriedene Gattin Loulou in einen verarmten Klavierspieler namens Maurice Ferriere, der für sie zunächst einmal eine neue Herausforderung und Abwechslung von dem von ihr als Ehetrott empfundenen Liebesleben bedeutet. Im Höhenrausch ihrer neu erwachten Gefühle verlangt Loulou schließlich von Gaston sogar die Scheidung. Doch der galante und gewitzte Gaston, der seine Frau in- und auswendig kennt, reagiert anders als erwartet: Er regt sich nicht nur nicht auf, er überlegt sogar im Beisein des Anwalts Dr. Dubois, wie man denn am besten eine Scheidung bewerkstelligen könnte. Ein Scheidungsgrund muss her. Er überlegt, wie es denn wäre, wenn er seiner Noch-Gattin in dem Moment eine Ohrfeige verpassen würde, in dem die Stenografin das Zimmer betritt. Loulou ist fassungslos, dass Gaston offensichtlich derart die Ruhe weg hat. Als dann die junge Grizette als unparteiische Zeugin des Vorfalls eintritt, ist Gaston nicht mehr in der Lage, diese kleine „Gewalttat“ zu begehen. Immer wieder zuckt er mit der Hand, schafft es jedoch nicht zuzuschlagen, geschweige denn sie zu treffen. Er muss eine andere Möglichkeit finden, die zerrüttete Ehe zu beenden, schließlich will ja keiner der beiden Noch-Eheleute als Angeklagter vor der Richterbank sitzen.
Als Loulou mit Maurice zum Dinner ausgeht, schnappt sich Gaston kurzerhand die süße, blutjunge Grizette, um es seiner Noch-Gattin gleichzutun. Gaston hat sich, solange die Scheidung läuft, derweil in einem Hotel einquartiert. Da er für das Souper mit Grizette seinen Abendanzug benötigt und der noch in seinem Ankleidezimmer daheim hängt, bleibt ihm nichts anderes übrig, als sich heimlich in sein altes Domizil zu schleichen. Gleich nebenan, im Salon, befinden sich jedoch gerade Loulou und Maurice. Es ist unverkennbar, dass Loulou bereits von ihrer neuen Eroberung angeödet ist und Maurice schnellstens loswerden möchte. Gaston kommt dies gerade recht, doch will er es seiner Gattin nicht allzu leicht machen und spielt den in Grizette sturzverliebten Gockel vor, als sich beide Paare später im Restaurant unvermittelt begegnen. Als dann der finanziell klamme Maurice auch noch die Weinkarte nach dem billigsten Fusel absucht, kann man Loulous Gesichtsausdruck leicht anmerken, dass sie endgültig genug von dem Kerl hat. Fortan setzt sie alles daran, ihren Kurzzeitlover wieder loszuwerden und Noch-Ehemann Gaston zurückzugewinnen. Eines Tages bittet Loulou Gaston daher inständig, sie zurückzunehmen. Er tut generös, lässt sie dann aber nicht mehr länger zappeln und nimmt seine Frau in seine Arme. Es kommt zur großen Versöhnung.

## Produktionsnotizen
Küss mich noch einmal wurde am 1. August 1925 in den USA uraufgeführt. In Deutschland hatte der Film am 14. Februar 1926 im Berliner Gloria-Palast Premiere.
Der Film, ein Nebenwerk Lubitschs, gilt als verschollen. 1940 drehte er mit Melvyn Douglas und Merle Oberon ein Remake seines eigenen Films unter dem Titel Ehekomödie.

## Kritiken
In der New York Times befasste sich Starkritiker Mordaunt Hall mit dem Lubitsch-Film. Dort hieß es am 3. August 1925: „Kiss Me Again" hat zahlreiche geschickte und entzückende Momente, am herausragendsten, als Herr Lubitsch einen Regenschauer auf natürliche Weise entstehen lässt. Der Durchschnittsregisseur lässt gleich eine ganze Regenflut daherkommen, kurz nach einem flüchtigen Blick auf den von dunklen Wolken verhangenen Himmel, der von Lichtblitzen aufgerissen wurde. Herr Lubitsch zeigt uns geschickterweise nur ein paar Regenpfützen auf dem Fußgängerweg, und sogar als der Schauer beginnt, wird dieser als ein ganz gewöhnlicher Niederschlag und nicht gleich als ein Wolkenbruch geschildert. (…) Dies ist eine bewundernswerte Produktion in der man Lubitschs Genie erblicken kann. Schade nur, dass die Geschichte so leicht zu durchschauen ist.“
Halliwell’s Film Guide charakterisierte den Film wie folgt: „Ausgezeichnete Stummfilmkomödie nach einer alten Boulevard-Farce“.